# Il mulino di San Souci
Il mulino di San Souci (Die Mühle von Sanssouci) è un film muto del 1926 diretto da Siegfried Philippi e Frederic Zelnik.
Interpretato da Otto Gebühr nel ruolo di Federico il Grande (una delle sue numerose interpretazioni sullo schermo del re prussiano), il film si ispira a una leggenda che vede protagonista Federico alle prese con il mugnaio del mulino di Sanssouci. La pellicola si inserisce nella serie di film prodotti in Germania nel ventennio che va dalla fine della Grande Guerra fino all'inizio della seconda guerra mondiale che, con il nome convenzionale di Fridericus-Rex-Filme, resero omaggio alla figura del sovrano prussiano.

## Produzione
Il film fu prodotto dalla Deutsche Vereins-Film.

### Il soggetto
La leggenda del mulino di Sanssouci racconta che il re fosse infastidito dal rumore delle pale del mulino che si trovava nei pressi del suo castello. Offertosi di comperarlo, al rifiuto del mugnaio, il re gli fece notare che avrebbe potuto requisirlo senza pagarlo. Al che il mugnaio - sempre secondo la leggenda - gli avrebbe risposto che avrebbe senz'altro potuto farlo a patto che a Berlino non ci fosse stata la Corte Suprema cui ricorrere.

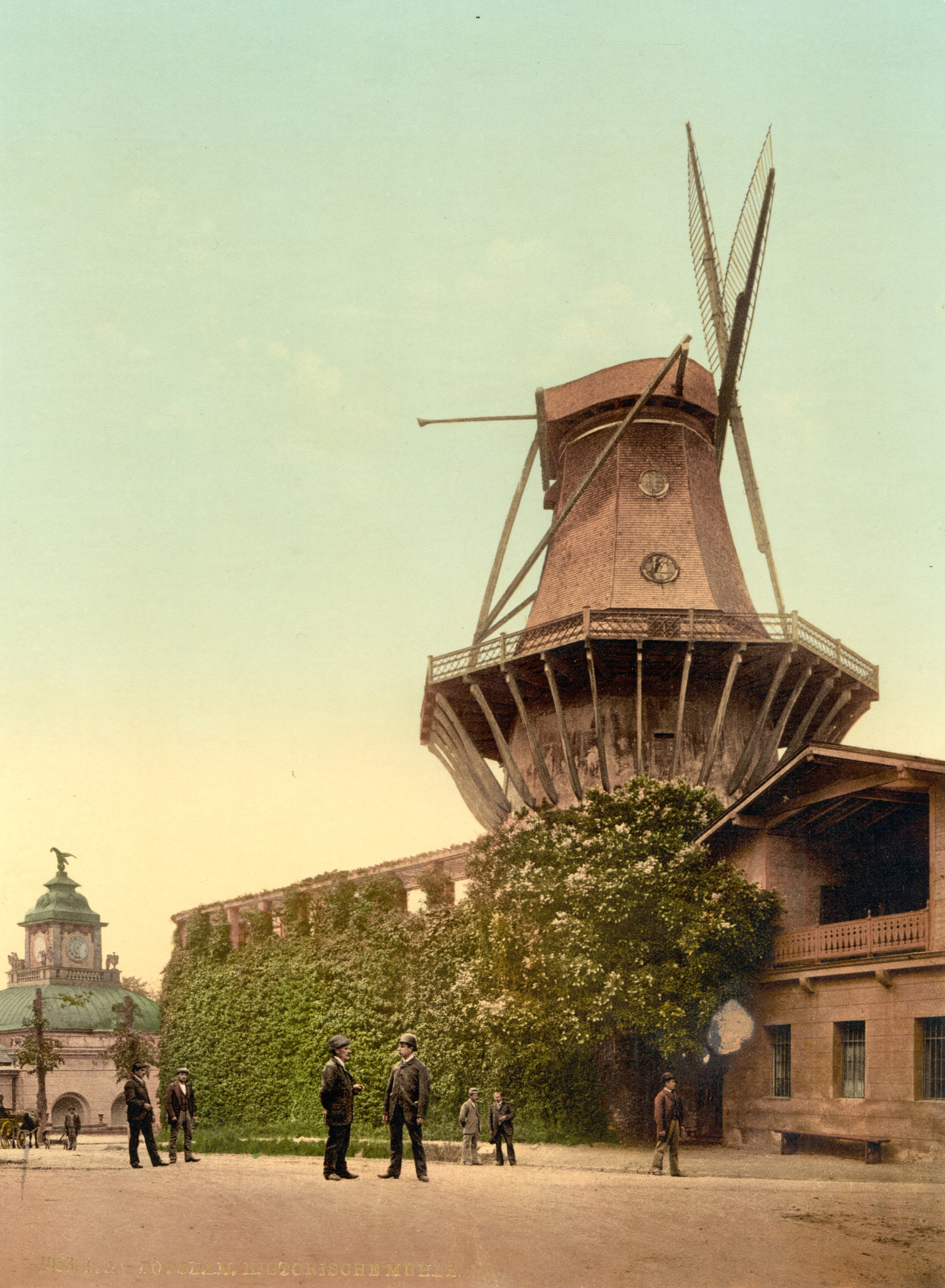
Lo storico Mulino di Sanssouci a Potsdam

## Distribuzione
Distribuito dalla Fox-Europa Production, il film uscì nelle sale cinematografiche tedesche il 1º febbraio 1926. In Italia, la distribuzione fu curata dalla Phoebus e la pellicola - in una versione di 1663 metri - ottenne il visto di censura 23049 nell'ottobre 1926 .